# Gastropteron chacmol
Gastropteron chacmol es un gasterópodo cefalaspídeo de la familia Gastropteridae. Fue descrita originalmente en Puerto Morelos (México). El nombre de la especie hace referencia a un tipo de escultura maya, muy común en la zona cercana a donde fue encontrada por primera vez.

## Clasificación y descripción de la especie
Es de color anaranjado a rojo, con el borde del manto de color amarillo, aunque algunos ejemplares de Bahamas y de Brasil pueden ser de color más claro y presentar puntos de color rojo. La cabeza es pequeña y parapodios son muy grandes, lo que le permiten para desplazarse por la columna de agua. Presenta una apéndice localizado entre los dos parapodios, conocido como flagelo. Presentan una concha interna. Esta especie ha sido reportada entre los 3 y 8 m de profundidad.

## Distribución de la especie
Esta especie se distribuye en la costa oeste del océano Atlántico, en el mar Caribe, desde Florida (Estados Unidos), hasta Brasil.

## Ambiente marino
Habita en arrecifes de coral.

## Estado de conservación
No se encuentra bajo ningún estatus de protección.